# جوزيف فوراكر
جوزيف بينسون فوراكر (بالإنجليزية: Joseph B. Foraker) (5 يوليو 1846 - 10 مايو 1917) كان الحاكم 37 لولاية أوهايو من 1886 حتى 1890 وعضو الحزب الجمهوري مجلس الشيوخ الأمريكي في الولايات المتحدة الأمريكية من 1897 حتى 1909.
ولد فوراكر في ولاية أوهايو الريفية في عام 1846 وجند وهو في سن 16 عاما في جيش الاتحاد خلال الحرب الاهلية الأمريكية. حارب لما يقارب من ثلاث سنوات، لتحقيق رتبة نقيب. بعدالحرب، كان عضواً في أول دفعة تخرجت في جامعة كورنيل وأصبح محامياً. كانت السياسة تثير اهتمامه فأنتُخب كقاضي في عام 1879 وأصبح يُعرف جيداً كمُتحدث سياسي. وقد هزم في أول ترشيح له لمنصب حاكم في عام 1883، ولكن تم انتخابه بعد بعامين. كحاكماً، بنى تحالفاً مع رجل الصناعة في كليفلاند مارك حنا، ولكنه اختلف معه في عام 1888. هزم فوراكر في إعادة الانتخابات في عام 1889، ولكن تم انتخابه كعضو مجلس الشيوخ في الولايات المتحدة من قبل الجمعية العامة لولاية أوهايو في عام 1896، بعد محاولة غير ناجحة لهذا المنصب في عام 1892.
وأثناء تواجده في مجلس الشيوخ، قال إنه يؤيد الحرب الأمريكية الإسبانية وضم الفلبين وبورتوريكو، واعطى قانون فوراكر لبورتو ريكو حكومتها المدنية الأولى تحت الحكم الأمريكى. وأصبح يختلف مع الرئيس ثيودور روزفلت على تنظيم السكك الحديدية والمحسوبية السياسية. وكان الخلاف الأكبر بينهما حول قضية براونزفيل، الذي تم اتهم الجنود السود فيه بترويع مدينة تكساس، ورفض روزفلت الكتيبة بأكملها. عارض فوراكر إجراءات روزفلت غير العادلة، وحارب من أجل إعادة الجنود. تحول خلاف الرجلين إلى مواجهة غاضبة في عشاء غريديرون في عام 1907، بعدما عمل روزفليت على هزيمة فوراكر في إعادة انتخابه. توفى فوراكر في عام 1917، وفي عام 1972، قام الجيش بتسريح الجنود.

## بداية حياته ومسيرته

### فترة الصبا والحرب الأهلية
ولد جوزيف بينسون فوراكر في 5 يوليو 1846، في مزرعة تبعد حوالى واحد ميل (1.6 كم) من شمال رينسبورو الموجودة في مقاطعة هايلاند، أوهايو. كان ابن كلا من هنرى ومارغريت (ريس) فوراكر وواحد من إحدى عشرة طفلاً وصل من بينهم تسعة مرحلة الرشد. وكان هنرى صاحب الحظ الأول (يقال انه قد انحدر من سلالة ديفون في إنجلترا، ولكن مع بعض التأثيرات الألمانية والاسكتلندية الأيرلندية) في تهجئة اسمه بهذه الطريقة؛ كان والده جون قد تهجاه «فوريسكر» وفي بعض الأحيان «فوريسر». كان ديفيد ريس جد جوزيف لأمه قد انحدر من أصل انجليزى وجاء من مقاطعة غرايسون (فيرجينيا) ليصبح طحان ومزارع.
كان البيت الذي ولد فيه جوزيف فوراكر مسكن مريحاً مكون من طابقين؛ بينما وصفته منشورات حملته السابقة على إنه كوخ خشبى. عندما كان جوزيف في سن الثانية، توفى ديفيد ريس واشترت عائلة فوراكر الطاحونة والمزرعة الماجورة. وهناك نشأ جوزيف كصبى المزرعة التقليدى. تلقى جوزيف قليلا من التعليم الأساسى عن طريق حضوره للمدرسة لمدة ثلاثة أو أربعة أشهر كل شتاء. ومع ذلك، اكتسب جوزيف وهو في سن صغير ذوق تجاه التاريخ العسكرى وأيضا كان لديه موهبة في الخطابة. وأصبح أيضا مُهتماً بالسياسة؛ وفي سن العاشرة أصبح تابع الحزب الجمهوري (أمريكا) للحزب الجمهورى الذي شكل حديثاً. وبعد أربع سنوات، دعم جوزيف المرشح الجمهورى ابراهام لينكولن ممثل ولاية ايلينوى السابق في السباق الرئاسى عام 1860، وأصبح يسير مع مواكب جماعة الصحوة الشاملة «ذا وايد اواكس» وغيرها من الجماعات الموالية للينكولن، ويحضر العديد من المسيرات قدر استطاعته. تأثر جوزيف بأحد المتحدثين بما يكفى لان يتبعه إلى بلدة مجاورة، وتعلم ألا يكرر الخطاب نفسه مرتين خلال يومين، أو على الأقل ليس في أماكن قريبة من بعضها البعض.

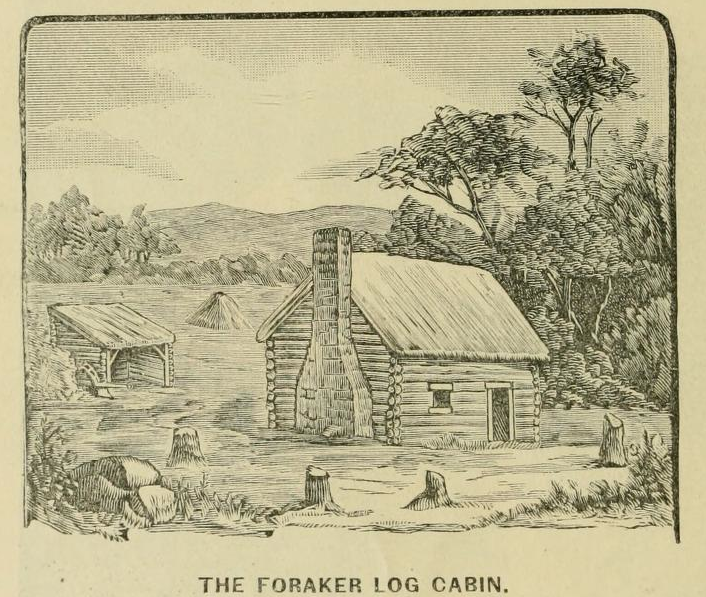
وصف لمهد فوراكر من حملة عام 1883

في أكتوبر 1861، ترك جوزيف منزل والديه وانتقل إلى مقر المقاطعة في هيلزبورو حيث عاش مع خاله جيمس ريس، مراجع حسابات من مقاطعة هايلاند، واشتغل كاتباً في مكتب خاله. وقد تم إرساله ليحل محل أخيه الأكبر بيرش، حينئذ تم تجنيده في جيش الاتحاد عندما كانت الحرب الأهلية الأمريكية محتدمة. أشار فوراكر في مذكراته انه في فترة توليه منصب كاتباً لدى مراجع الحسابات تحسن كثيراً فن الكتابة لديه، وأصبح على اتصال مع العديد من مسؤولى المقاطعة، وتعلم أيضا كيف تدير الحكومة أشغالها. كان الكاتب الصغير معجب برسائل أخيه للوطن، وكان يتوق للانضمام إلى الجيش على الرغم من صغر سنه. بعد عيد مولده السادس عشر بفترة وجيزة، علم جوزيف فوراكر أن صديق لعائلته ينظم شركة تطوعية وتحث على التجنيد. وأعطاه خاله موافقة مترددة، وفي 14 يوليو 1862، كان فوراكر قد تم تجنيده في السرية «أ» التاسعة والثمانون من أوهايو لمتطوعين المشاة؛ في أواخر شهر أغسطس، بعد التدريب، أصبح رقيب ثانى. ومع تحرك القوات الكونفدرالية عبر ولاية كنتاكى وتهديدها لمدينة سينسيناتى، سارعت السرية ال للدفاع بأقامة مُعسكراً على امتداد نهر الأوهايو في نيوبورت بولاية كنتاكى. لم يصل التحالف الكونفدرالى إلى أوهايو، بعد أن تم إجباره على التراجع بشكل جيد إلى الجنوب، واتجهت السرية التاسعة والثمانون إلى فورت شالير، بالقرب من نيوبورت. بينما كان فوراكر في فورت شالير، أصدر الرئيس لنكولن إعلان تحرير العبيد؛ روى فوراكر في مذكراته انه ورفاقه شعروا بأن الإعلان يعنى أنهم كانوا يقاتلون من أجل إنهاء العبودية، وليس فقط للحفاظ على الاتحاد.
تم إرسال السرية التاسعة والثمانون للمشاة لاحقاً في سبتمبر 1862 إلى فرجينيا الغربية لتعزيز قوات الأتحاد هناك، وانضمت سلفاً لمدة شهر. استقرت الكتيبة في المساكن الشتوية، ولكن تم نقلها إلى ولاية تينيسى، حيث ساعدت في رفع الحصار عن فورت دونلسون في فبراير 1863. قبل هذا الإجراء، كان فوراكر قد شهد قليلاً من القتل، وكانت المشاهد الدموية هناك تمثل صدمة له؛ فقد كتب لوالديه قائلاً، «لكى تعرفوا مدى قباحة الحرب وبغضها يجب أن تروها وتعيشوها بأنفسكم.» ظلت السرية التاسعة والثمانون في دونلسون فقط لبضعة أيام قليلة قبل إرسالها لكى تنضم لجيش كمبرلاند تحت قيادة الميجر جنرال وليام روسكرانس بالقرب من قرطاج؛ وهناك، تمت ترقية فوراكر إلى رتبة ملازم ثان. في يونيو، قاد فوراكر طليعة الجيش حيت اشتبكت مع الخليفة الكونفدرالية فيما تطورت إلى معركة هوفر جاب، وتقدمت قوات الأتحاد ببطء عبر ولاية تينيسى، ووصلت تشانانوغا في شهر سبتمبر. من تشانانوغا، تم إرسال فوراكر وضابطان أخران لوطنهم لجمع الجنود الجدد الذين كان من المتوقع أن يتم تجنيدهم، ولكن تم التخلى عن خطة التجنيد بسبب المعارضة السياسية. عاد فوراكر في نوفمبر إلى تشانانوغا، حيث أصبحت الآن السرية التاسعة والثمانون جزء من جيش ولاية تينيسى تحت قيادة العميد شيرمان، في وقت القتال في معركة ريدج التبشيرية.

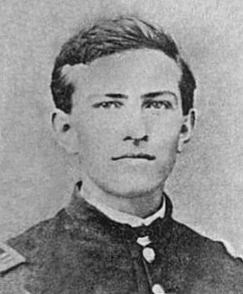
النقيب جوزيف فوراكر

في شهر مايو عام 1864، بدأ شيرمان حملته في اتلانتا. لقد حارب فوراكر في عدد من المعارك الشرسة في تلك الحملة، بما في ذلك ريساكا، كنيسة نيو هوب، وجبال كينيساو. سقطت اتلانتايوم 2 ديسمبر، أو على الأقل ماتبقى منها بعد الحرائق المدمرة التي حدثت. تم اختيار فوراكر لينضم إلى مدرسة سلاح الإشارة التي تم تشكيلها من قبل الجيش في اتلانتا، وقضى شهراً هناك. تم نقل فوراكر بعد ذلك إلى كتيبة الميجور جنرال هنرى دبليو سلوكام، وبقى مع هذه الكتيبة كما شاركت في الزحف إلى البحر، تاركاً رقعة الدمار وراءه. في أواخر ديسمبر عام 1864، وصل الجيش إلى سافانا، وبالرغم من العاصفة كان فوراكر قادراً على التواصل مع سفن أسطول الولايات المتحدة في الخارج لتنبيههم من وجود جيش شيرمان. بعد شهر، زحفت قوات الجيش شمالاً نحو ولاية كارولينا الجنوبية، عازمة على جلب المزيد من الخراب للدولة التي انفصلت أولاً. كان فوراكر المسؤول عن الحفاظ على على الإشارات بين جناحى الجيش، وكانت تتمركز على زورق حربى، حيث إنها تحركت حتى نهر سافانا. رأى فوراكر ان الواجب الأكثر فاعلية هو كمبعوث بين جيش شيرمان الرئيسي وقوات سلوكام في شهر مارس 1865 حيث التقيا بالقوات الكونفدرالية في ولاية كارولينا الشمالية في معركة بنتونفيل. في يوم المعركة التاسع عشر من شهر مارس من عام 1865، تم إعطاء فوراكر البراءة الفخرية، وسرعان ما أصبح بعد ذلك المعاون الشخصى للجنرال سلوكام. تحركت قوات جيش شيرمان في أبريل نحو الشمال ببطء، جاءت كلمة استسلام الجنرال الكونفدرالى روبرت إدوارد لي وقواته في أبوماتوكس، فرجينيا، بشكل يضع حداً نهائياً للحرب. في أوائل شهر مايو توجه جيش شيرمان في جورجيا شمالاً نحو واشنطن مروراً بأستعراض في يوم 23 مايو قبل تأدية الرئيس الجديد أندرو جونسون اليمين الدستورى بعد إغتيال أبراهام لينكولن الشهر السابق. سرعان ما عاد فوراكر إلى أوهايو، وكان قد جند هناك.

### تعليمه وبداية مسيرته المهنية
كان فوراكر دائماً متحمساً وحريصاً لكى يصبح محامياً في الحين ذاته الذي كان فيه كاتباً لدى عمه؛ مع استعادة السلام التحق فوراكر لمدة عام بأكاديمية سالم ثم في عام 1866 التحق بجامعة أوهايو وسلين في ولاية ديلاوير، أوهايو. أعتبر فوراكر الطلاب اللذين لم يخدموا في الجيش بأنهم غير ناضجين. قام فوراكر بدراسة المواد الدراسية المعتادة معظمهم من الكلاسيكيات، مع عدد قليل من الفئات في العلوم، وسجل أيضا ككاتباً لموكلاً عاماً. نودد فوراكر لجوليا بندى، ابنة عضو الكونغرس هزقيا إس بندى والطالبة في كلية البنات في جامعة أوهايو وسلين؛ وتزوجا الأثنان في عام 19870. علم فراكر في عام 1868 أن جامعة كورنيل التي تأسست حديثاً في إثاكا، نيويورك تقدم فرصة لدخول الطلاب اللذين يريدون الانتقال عن طريق الفحص. إلى جانب زملائه في جامعة أوهايو وسلين وهم موريس ليون بوش والتر وجون اندرو ريا، التحق فوراكر بجامعة كورنيل؛ قاموا الثلاثة بتأسيس أول فصل في ولاية نيو يورك لأخوية فاى كابا بسي، وفي غام 1869 تخرجوا كجزء من افتتاح جامعة كورنيل لفصل من ثمانية طلاب. شغل فوراكر في سنوات لاحقة منصب عضو في مجلس أمناء جامعة كورنيل الذي تم انتخابه من قبل زملائه الخريجين.
انتقل فوراكر بعد تخرجه من جامعة كورنيل إلى سينسيناتى حيث أستأنف دراسته للقانون مع شركة محلية؛ اعترف به في أكتوبر 1869.جوزيف فوراكر المجلد 1، ص.83 أول وظيفة لفوراكر في مهنة المحاماة كانت كموثق عام؛ فقد كتب في مذكراته كيف كان يتم استنزاف الوقت في كتاية الشهادات في الايام التي سبقت اختراع الآلات الكاتبة. كتب فوراكر انه قد كسب 600 دولار في السنة الأولى من عمله كمحام، ولكن بحلول السنة الرابعة كان يكسب 2700 دولار؛«وبعد ذلك كان كل شئ سهلاً»

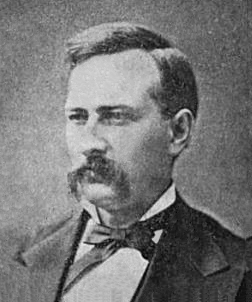
252 × 302 pixelspx

عاش عائلة فوراكر في منزل خشبى على شارع إيلم في سينسيناتى لمدة عامين بعد زواجهما في عام 1870. ثم انتقلوا إلى منزل في ضاحية نوروود وقاموا في عام 1879 ببناء منزل راقى في صحراء جبل أوبورن. كان جوزيف فوراكر يعتزم في البداية التركيز على ممارسته للقانون، ولكن في بداية عام 1870 أصبح أحد المتحدثين المعروفين لصالح الجمهوريين. في عام 1872 نجحت حملة فوراكر في إعادة محاولة انتخاب الرئيس يوليسيس جرانت. كان فوراكر في عام 1872 لأول مرة مندوباً لأتفاقية الحزب الجمهورى والدولة، لدعم زميله في سينستاتى ألفونسو تافت لمنصب المحافظ. ومع ذلك تم هزيمة تافت من قبل شاغل الوظيفة رذرفورد هايز الذي أكد على إستمرار أوهايو السابقة من خلال الفوز بفترة ولاية ثالثة لمدة عامين. حضر فوراكر في العام التالي المؤتمر الوطنى الجمهورى في عام 1876 كمتفرج فقط، وأستمع مسحوراً بكلام روبرت انجرسول حيث رشح بشكل كبير السناتور من ولاية ماين؛ جايمس بلين للرئاسة ووصفه بأنه«فارس متباهى مزين بالريش». بينما أكسب خطاب انجرسول بلين كنية دائمة، ولكن هذا لم يجعله يحصل على المبايعة أو الترشيح الذي تحول إلى المحافظ هايز. كان فوراكر يدعم هايز، الذي دخل في انتخابات رئاسية وثيقة ومثيرة للجدل.
في عام 1876، ترشح فوراكر لمنصب قاضياً في محكمة الأحوال المدنية، ولكن قد تم تزوير الانتخابات من قبل الرئيس السياسى الديمقراطى أف هوارد، الذي هزم فوراكر وبقية الجمهوريين. وفي عام 1878، ترشح فوراكر لمنصب النائب العام لمقاطعة هاملتون،أوهايو (حيث تقع سينسيناتى) ولكنه هزم في اكتساح ديمقراطى اخر. فاز فوراكر في عام 1879 بأول دائرة انتخابية له، حيث شغل منصب قاضى في المحكمة العليا في سينسيناتى. خدم فوراكر لمدة ثلاث سنوات من أصل خمسة سنوات، حيث استقال عام 1882 نتيجة للمرض، على الرغم من أنه تعافى بعد عدة أشهر.

### السعي للحكم (1883-1885)
في عام 1883 كان حاكم أوهايو تشارلز فوستر، الجمهورى الأصل والذي ظل في منصبه منذ عام 1880، يبحث عن منافس جمهورى لخلافته. كان فوستر قد سعى لتنظيم تجارة الخمور مخالفاً في ذلك العديد من الأمريكيين من أصل ألمانى الذين قرروا التصويت لصالح الديمقراطيين كردة فعل وخصوصاً المتمركزين في سينسيناتى. توقع القليل أحتفاظ المهوريين بالحكم، وتم رفض ترشيح المرشحين البارزين أمثال السناتور جون شيرمان وعضو الكونغرس بنيامين بتروورث. رأى فوستى فوراكر كمرشح من المرجح أن يكون جيداً: فهو محارب مخضرم في الحرب الأهلية ولديه سجلاً مشرفأ كمحام ومتحدث واعد، ومن المحتمل أن إقامته في سينسيناتى قد تستعيد بعض الأصوات. وأتفق أخرون على أن وكيل وزارة العدل الأميركية كتب للسيناتور شيرمان أن الجمهوريين يجب عليهم مبايعة «فوراكر أو بعض الرجال الاخرون الذين لا يمن الاعتراض عليهم». كتب فوستر وفقاً لذلك إلى فوراكر، يعرض عليه فرصة «تمييز الشرفاء وخدمة مفيدة». جاء فوراكر إلى كولومبوس مباشرة قبل إتفاقية الدولة عام 1883، وبدا خروج زعماء الدولة الجمهوريين مثل شيرمان وعضو الكونغرس ويليام مكينلي. عندما وجدهم فوراكر على استعداد لدعمه، سمح لإسمه لكى يوضع على قائمة الترشيحات، وبمجرد أنه إتضح أن شيرمان لن يترشح، رشح أعضاء المعاهدة فوراكر بالتزكية. لخصت جريدة سينسيناتى الديمقراطية إستراتيجية الجمهوريين في إستعلام لها بأنهم:«عازمون على التضحية بأقل قدر ممكن من الخسائر، فبالتالى قرروا التضحية بفوراكر».
رشح الديمقراطيون جورج هودلي، وهو أيضاً من سينسيناتى، والذي كان فوراكر ودوداً معه. كانت قضية الكحول هي القضية الكبرى لدى الحملة، حيث أقرت الهيئة التشريعية قانوناً يجيز للمحليات ترخيص الصالونات، وقد أقرت أيضاً بعمل إثنين من الإستفتاءات العامة لكى تسمح بتعديلات إضافية. بالرغم من إصابته بمرض الملاريا في جزء من الحملة، ناور هودلى بلباقة فوراكر قليل الخبرة فيما يتعلق بالسياسة مشيراً إلى انه لن يصوت لصالح الأستفتاء. هذه الإهانة القاحلة للجمهوريين قسمت الحزب. وصلت حملة فوراكر في جميع أنحاء الدولة إلى كل بلد تقريباً وبصفة عامة على الأقل مرين في اليوم. ومع ذلك هزم فوراكر من قبل أكثر من 12,000 صوت وفقدانه لمعظم المقاطعات، بما في ذلك هامليتون؛ وفقاً لأل والترز، «على الرغم من أنه قد هزم في هذه الحملة، فوراكر اكتسب منها أيضاً؛ فقد فاز بسمعة سياسية عبر الدولة بأكملها فلم يعد فوراكر غير معروف بعد الآن». كان أحد الأسباب في هزيمة فوراكر هو فشله في كسب جانب الأمريكيين من أصل أفريقى الذين يشكلون نحو اثنين في المائة من سكان ولاية أوهايو، والذين صوت معظمهم لصالح الحزب الجمهورى.
عاد فوراكر إلى ممارسة القانون، بالرغم من أنه كان متعهداً في البداية الأبتعاد عن السياسة؛ ولكنه قال انه قد تلقى عدداً من الرسائل التي تقدم له الدعم في السباق إلى الحكم عام 1885. في عام 1884 انتخب أعضاء اتفاقية الدولة والجمهوريين فوراكر كمبعوث إلى المؤتمر الوطنى جنباً إلى جنب مع عضو الكونغرس ماكينلى ورجل الصناعة في كليفلاند مارك حنا. طلب مديرين السياسة التابعين لشيرمان من فوراكر القيام بدور نشط في حملة الأنتخابات الرئاسية التابعة لشيرمان، ووضع إسمه في قائمة الترشيح في الأتفاقية، وهو بالفعل ما قام به، على الرغم من أن والترز وصف خطابه بأنه «ضعيف وغير مؤثر» مقارنة بجهود فوراكر الأخيرة. وشملت قائمة الترشيحات للأنتخابات الرئاسية مرشحين اخرين مثل الرئيس تشستر آرثر (الذي نجح في اغتيال جيمس جارفيلد وجون لوجان، ولكن قوات بلين سيطرت على الأتفاقية. تلقى شيرمان في الجولة الأولى 30 صوتاً، معظمهم من ولاية أوهايو، ولكن إجمالى حصيلته انخفضت بعد ذلك، وضمن بلين الترشح في الجولة الرابعة. دارات أحاديث عن ترشح فوراكر لمنصب نائب الرئيس؛ وأنه تلقى صوتاً واحداً، من ممثل نيويورك ورئيس ولاية كورنيل أندرو ديكسون وايت. جعل خطاب الترشيح، بالرغم من عيوبه، من فوراكر زعيم وطني. عمل فوراكر في المؤتمر مع حنا ومع تشارلز كيرتز من كولومبوس: الأثنين سوف يدعمون فوراكر في السنوات المقبلة، وإن كان في حالة حنا، قاموا بدعمه فقط لبعض الوقت. في حملة الخريف، كلا من فوراكر وحنا قاموا بدعم بلين، رافق الشخص الذي من نيو إنجلاند في جولته التي قام بها في أوهايو في شهر أكتوبر. ومع ذلك فقد هزم بلين من قبل المرشح الديمقراطى، حاكم نيويورك جروفر كليفلاند.
حصل فوراكر على الدعم لخوض شوط ثانى للحكم في عام 1885، ولكنه قال القليل على الملأ حتى يأتى موعد أتفاقية الدولة في سبرينغفيلد في شهر يونيو. وهو بالفعل رد على المزاعم التي تقول بأنه يميز ضد الأمريكيين من أصل أفريقى في ممارسته للقانون، وأنه قد اعتزل عن جامعة ويسلين أوهايو لأن طالب أسود اعترف عليه. أنكر فوراكر هذه الإتهامات، بدون أن يوضح أنه كان مرشحاً لمنصب الرئاسة. وصل فوراكر إلى المؤتمر شعار «الزحف عبر جورجيا»، في إشارة إلى مدة خدمته في الحرب الأهلية، وفاز بسهولة في الجولة الأولى: وفقاً لأل والترز، «شهدت اتفاقية سبرينفيلد عام 1885 وصول فوراكر السياسى». وكانت القضية الرئيسية في الحملة هي مسألة الخمور مرة أخرى، التي أثبت فيها فوراكر مهارة وخبرة أكثر من سنتين سابقاً، ومعاملته للناخبين الأمريكان من أصل أفريقى، بدافع حادثة وقعت من قبل في سينسيناتى عام 1884 عندما حبس الضابط الديمقراطى مايك مولن 150 من الأمريكان من أصل أفريقى في الليلة السابقة من الأنتخابات لكى يمنعهم من الإدلاء بأصواتهم. عارض هودلى فوراكر، الذي عفا عن مولن، الذي وافق على مبلغ بقيمة 150,000 دولاراً كرسم من جهاز مُلاك المدينة في جنوب السكة الحديدية، على الرغم من أن الحاكم أعلن أنه لا يعلم كيف حصل على هذا المبلغ. قام فوراكر بتزوير تحالف بينه وبين المحرر الأفريقى الأمريكى هارى سميث، الذي سيكون داعماً له طوال حياته السياسية. هزم فوراكر هودلى في الثالث عشر من أكتوبر عام 1885 يزياة 17,451 صوتاً. على الرغم من أنه فاز بمعظم الولاية، رحل فوراكر عن مقاطعة هامليتون بسبب تزوير الانتخابات.

## حاكم ولاية أوهايو (1886-1890)

### سياسته كحاكم
أدى فوراكر اليمين الدستورى كحاكم للبلاد في الثانى عشر من يناير في عام 1886، أثناء عاصفة ثلجية شديدة منعت العديد من الأندية السياسية من تكملة مسيرته على أمل أن يكرمه من الوصول إلى كولومبوس. في خطابه الأفتتاحى، ناقش فوراكر إصلاح الأنتخابات، كإنشاء مكتب لترخيص الخمور، وإلغاء القوانين التي تميييز ضد الأمريكان الأفارقة، وإنشاء مجلس الدولة للشؤون الصحية. في ظل وجود أغلبية للجمهوريين في المجلسين، وقد قامت السلطة التشريعية بتنفيذ العديد من مقترحاته، بما في ذلك قانون رعاية الفقراء ، تتطلب تسجيل الناخبين في كليفلاند وسينسيناتى (ولاحقاً في جميع المدن الكبيرة)، وكذلك قانون بيجسلى، الذي قام بأنشاء مجالس غير حزبية لتعيين مسؤولى الأنتخابات. علقت جريدة ولاية أوهايو، «أن ليس كل ماهو مطلوب في الطريق من تعديلات على القوانين الأنتخابية في ولاية أوهايو، ولكنها لن تفعل ذلك في البداية». فرض قانون داو ضريبة سنوية على الشركات التي تقوم بالتجارة في الكحول؛ فتم تخصيص العائدات لتذهب لإغاثة الفقراء وإلى صندوق الشرطة. بدعم من فوراكر، تم إلغاء ما تبقى من القوانين التي تجيز التمييز العنصرى في ولاية أوهايو. أصبح فوراكر شهيراً أثناء توليه منصب الحاكم بسبب إشارته إلى دماء الشهداء الأبطال والمعارضين، أي انتقاده للجنوب بقسوة بسبب الحرب الأهلية. طلب رئيس كليفلاند في عام 1887 من حكام الولايات الشمالية بعودة أعلام المعركة الكونفدالية المستولى عليها. عندما تم سؤال فوراكر من قبل مؤيد له إذا كان سيسمح للفتات بالذهاب للجنوب، فأجابه ببرقية، «لن يتم إرجاع أية أعلام للمتمردين في أثناء حكمى». تراجعت كليفلاند، أعُتبر فوراكر بطلاً من فبل العديد، وأستقبل المئات من باقات التهنئة. نقد فوراكر الرئيس بشدة لاعتراضه على مشروع قانون لزيادة معاشات رجال الحرب المتقاعدين وللذهاب للصيد في يوم الذكرى. عندما قام الحاكم بزيارة فيلادلفيا في وقت لاحق من ذلك العام للاحتفال بالذكرى المئوية من وضع دستور الولايات المتحدة، كان في رئاسة فوج الميلشيا التابع لولاية أوهايو بعد بداية الأستعراض على المنصة التي وقف عليها كليفلاند. عندما أدى فوراكر التحية العسكرية، أزال كليفلاند قبعته، ولكنه لم يرضخ كما كان يفعل في السابق مع حُكام الولايات الأخرى. لاحقاً في ذلك اليوم، قاد فوراكر قوات من قدامى المحاربين من جيش الجمهورية الأعظم في موكب اخر من إستعراض كليفلاند، واضعاً مجموعة من أعلام المعركة المستولى عليها.
حتى منتصف عام 1888، حصل فوراكر على الدعم المتحمس من حنا، الذي لايزال يدعم جون شيرمان للرئاسة، كان مساهماً سخياً لحملات الحاكم عام 1885 و 1887. كان حنا يأمل أن يكون قادراً على منع المحسوبية في شمال ولاية أوهايو. وفق ما كتبه كاتب السيرة ويليام تى هورنر، بالرغم من "سوء حظ حنا، رفض فوراكر بشكل كبير منح حنا السلطة التي كان من المفترض بالوراثة أن يحصل عليها. ذكر فوراكر قبل ذلك مثالاً لسبب انتهاء علاقته الوثيقة بحنا، كان سؤاله عن وضع مفتش النفط الحكومي، الذي تم دفع رسوم كثيرة له، ليس من قبل الممول، ولكن بواسطة شركات النفط، والذي كان يسمح بتوظيف عدد كبير من النواب. في عام 1885 بعدوقت قصير من تنصيب قوراكر، أيد حنا تعيين ويليام باين، في حين دعم عضو الكونغرس ماكينلي اسم إدوين هارتشون. وافق حنا على سحب باين، ليس لأستيعاب ماكينلي، ولكن لكى ينقذ فوراكر من ضيقة. كتب حنا لفوراكر، "كان لى مكالمة مع الميجور ماكينلى ومرشحه لكى يكون مفتش النفط. ...وقولت له انه يريد المستحيل..." ومع ذلك قام فوراكر بأعادة تعيين شاغل الوظيفة الحالى لويس سميثنايت بدلاً منه. واحد من الرجال الذين تم تعيينهم كان نائب مفتش النفط هاري سميث، المحرر الأفريقى الأمريكى الذي دعم فوراكر في انتخابات عام 1885. أقترب ماكينلي مرة أخرى من فوراكر بعد إعادة انتخابه في عام 1887 سعياً لتعيين هارتشورن، ومع ذلك عين فوراكر جورج كوكس، رئيس الحزب الجمهورى في سينسيناتى، كرئيس على الرغم من الإبقاء على سميثنايت كنائباً. في السنوات اللاحقة، أقترح فوراكر أن الخلاف على منصب مفتش النفط كان سبب خلاف حنا معه وتحالفه مع ماكينلي، قائلاً بعد وفاة حنا في عام 1904، "لقد أعتقدت كثيراً أن تعيينى لكوكس سوف يجعل ماكينلي رئيساً".

### اتفاقية 1888؛ وهزيمة لفترة ولاية ثالثة

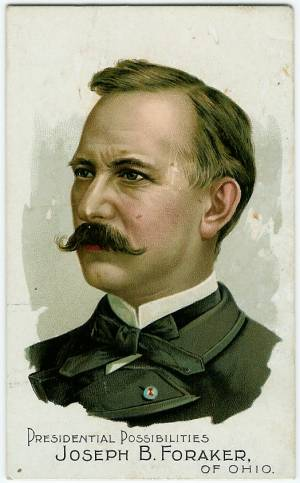
بطاقة فوراكر في شركة التبغ ديوك عام 188 سلسلة "الإمكانيات الرئاسية"

يتعقب والترز الثغرات التي بين أنصار فوراكر وأنصار شيرمان في وقت مبكر من عام 1887. كان صعود فوراكر الصاروخى في سياسات ولاية أوهايو يمثل تهديداً لشيرمان، وخاصة أنه كان من المرجح أن فوراكر يسعى منصباً أخر بعد أنتهاء فترة توليه منصب المحافظ. في عام 1887 التقى كلاً من ماكينلي وحنا وشيرمان واخرون في منزل عضو الكونغرس في كانتون وققروا أن يصدقوا على أحقية شيرمان للرئاسة من قبل إتفاقية الدولة والحزب الجمهورى في توليدو، وأن يهددوا فوراكر أن عليه أن يرفض الحصول على المنصب. على الرغم من بعض المشاعر المعادية لشيرمان في أوهايو، جاء القرار بالإجماع على تأييد شيرمان من قبل نفس الأتفاقية التي رشيحت فوراكر مرة أخرى للمنصب قبل ذلك، وفي وقت لاحق من ذلك العام جرى إعادة انتخاب المحافظ
كان شيرمان أحد أبرز المرشحين للفوز بأنتخابات الرئاسة للجمهوريين في عام 1888، مقوى بتأييد ولاية أوهايو، والكثير من بنسلفانيا، والجنوب. عدم اليقين بشأن ما إذا كان بلين سيكون مرشحاً خيم على إتفاقية الحزب الوطنى الجمهورى عام 1888 في شهر يونيو في شيكاغو. على الرغم من أن بلين قد ذكر من قبل ذلك أنه ينوى عدم الترشح، فكان يأمل أتباعه أنه قد يغير موقفه. لم يكن شيرمان يثق في فوراكر تمام الثقة، وأعطى إدارة حملته إلى حنا؛ نفى المرشح الرئاسي أن يكون فوراكر قد وضع أسمه في الانتخابات  لصالح دانيال هاسيتنجز من ولاية بنسلفانيا. في الأتفاقية أثنى فوراكر على تأييد هاسيتنجز لترشيح شيرمان، ولكن كان عضو مجلس الشيوخ في الاقتراع الأول يتلقى أصوات قليلة خارج الولايات المعروفة بدعمه. تم خصم دعم الجنوب لشيرمان، كما أن تلك الدول لن تصوت لصالح المرشح الجمهورى، وقد قام شيرمان بدفع نفقات سفر هؤلاء المندوبين، الذين كانوا معظمهم أفارقة أمريكان.
بحلول الأقتراع الرابع يوم السبت 32 يونيو كان شيرمان لديه تقريباً نفس عدد الأصوات التي قد بدأ بها، ولكنه واجهه منافسة من قبل السيناتور السابق بنجامين هاريسون. تم تأجيل الأتفاقية يعد ذلك حتى يوم الأثنين، 25 يونيو. مع ما يقارب من يومين بدأت المؤمرات، اجتاحت الشائعات من خلال الإتفاقية أن بلين سيكون المرشح بعد كل شئ. في وقت متأخر من مساء السبت صرح فوراكر في بيان له أنه سيدعم بلين. عرضت والترز عدة أسباب للتبديل: رأى فوراكر أن شيرمان ليس لديه فرص للفوز، استيائه بسبب عدم شكر شيرمان له في خطبه التي اثنى فيها على شيرمان، وانزعاجه بسبب اللأصوات القليلة التي حصل عليها ماكينلي، وشعوره بأن الكونغرس كان يحضر لمرشح إحتياطى لقوات شيرمان. وكان هناك حديث بأن فوراكر قد يحصل على مكان، سواء لمنصب الرئيس أو لمنصب نائب الرئيس، كان فوراكر قد ذكر قبل ذلك أنه لن يقبل الترشيح بدون موافقة شيرمان.